# Bernardo Vallarino y Targa
Bernardo Vallarino (21 de junio de 1757, Cádiz - 1819, Río Magdalena, Nueva Granada), fue un militar y funcionario de la Corona de Castilla que ejerció los cargos de gobernador de Riohacha y teniente coronel del regimiento de Cartagena de Indias, siendo luego nombrado gobernador de la Provincia de Costa Rica. Fue medio-hermano de Bruno Vallarino, ministro del Consejo de Indias, y padre de José y Ramón Vallarino, próceres de la independencia de la Gran Colombia y Panamá.  

## Orígenes y familia
Nació en Cádiz, España, en 1757, siendo hijo de Bernardo Vallarino y Delfino (1739, Arenzano, República de Génova), y de su primera esposa Rosa Targa (o Tarxa) y Oviedo (Isla de León, Cádiz). Su padre obtuvo reconocimiento de su nobleza por la Real Chancillería de Granada, ingresando su familia a diversas corporaciones nobiliarias españolas. Su medio-hermano Bruno fue miembro del Consejo del Rey Fernando VII y Joaquín fue caballero de la Orden de Carlos III.  

## Carrera militar y administrativa
Hizo carrera en el ejército y alcanzó el grado de teniente coronel del regimiento de Cartagena de Indias y teniente de la Fortaleza de San Lorenzo, así como gobernador de la Provincia de Riohacha.  
El 8 de octubre de 1818 el rey Fernando VII lo nombró gobernador de la Provincia de Costa Rica, en sustitución de Juan de Dios de Ayala y Toledo, fallecido el 10 de junio del mismo año, pero el buque en que viajaba con su esposa y tres hijos menores naufragó cuando efectuaba la travesía entre Cartagena de Indias y Río Magdalena, a mediados de 1819, pereciendo todos los tripulantes en la catástrofe, con excepción de una niña y un esclavo, quien declaró haber visto al gobernador Vallarino defenderse "con espada en mano", explicando como el naufragio fue producto del asalto. Fue el último gobernador titular de la Provincia de Costa Rica nombrado por la corona.
Al tenerse noticia de su trágica muerte la Real Audiencia de Guatemala designó como gobernador interino a Juan Manuel de Cañas-Trujillo, mismo que permaneció en el cargo interino hasta la independencia del territorio de España.

## Matrimonio y descendencia
Casó en primeras nupcias (1779) con Violante María Fantoni y López-Amado (Cádiz), hija de Francisco Fantoni y Castellano, regidor perpetuo de Cádiz, y de Marina López-Amado. Fueron padres de:
- José (1780, Cádiz), teniente de infantería de los regimientos de Nápoles y Cartagena de Indias.
- Francisco (1782, Cádiz), comisario de Guerra, cadete de infantería del regimiento de Cartagena de Indias, luego destinado a Veracruz.

Una vez viudo, casó en segundas nupcias (1788, Panamá) con Josefa Ximénez de las Cuevas (1769, Orán, España -1819, Río Magdalena, Nueva Granada), hija de Cayetano Ximénez Ferrer (1735, Barcelona), teniente coronel del batallón fijo de Panamá, y de su segunda esposa, Josefa de las Cuevas y Álvarez (Bañeza). Fueron padres de:
- Bernardo (1791, Portobelo, Panamá - 1829, Tarqui, Ecuador), 2.º comandante del Batallón Yaguachi, fallecido en la Batalla del Portete de Tarqui, receptor póstumo de la Estrella de Junín.
- José (1792, Los Santos, Panamá -1854, Bogotá, Colombia), prócer de la independencia de la Gran Colombia y Panamá, fiscal y tesorero general a la Gran Colombia.[3]
- Ramón (1794, Portobelo, Panamá - 1881 Ciudad de Panamá), prócer de la independencia de la Gran Colombia y Panamá, magistrado, diputado y procurador por Panamá en el Congreso Admirable de 1830.
- Francisca (1796, Cartagena de Indias - 1819, Río Magdalena, Nueva Granada)
- Manuel (1804, Cartagena de Indias - 1819, Río Magdalena, Nueva Granada)
- Lucía (1808, Cartagena de Indias 1819, Río Magdalena, Nueva Granada)
- Juan Bautista (1810, Cartagena de Indias - 1819, Río Magdalena, Nueva Granada)